# 亞洲藝術文獻庫

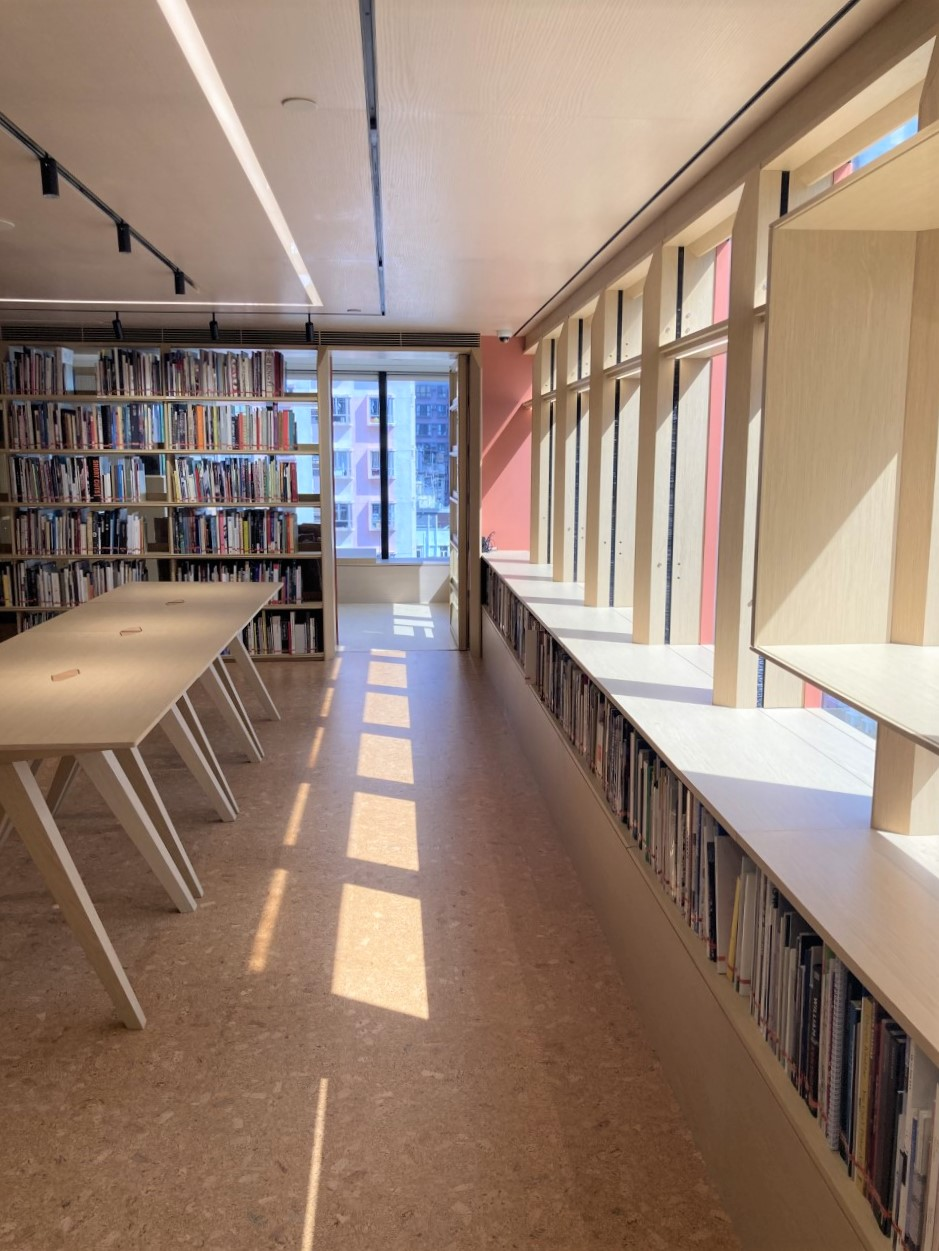
亞洲藝術文獻庫圖書館

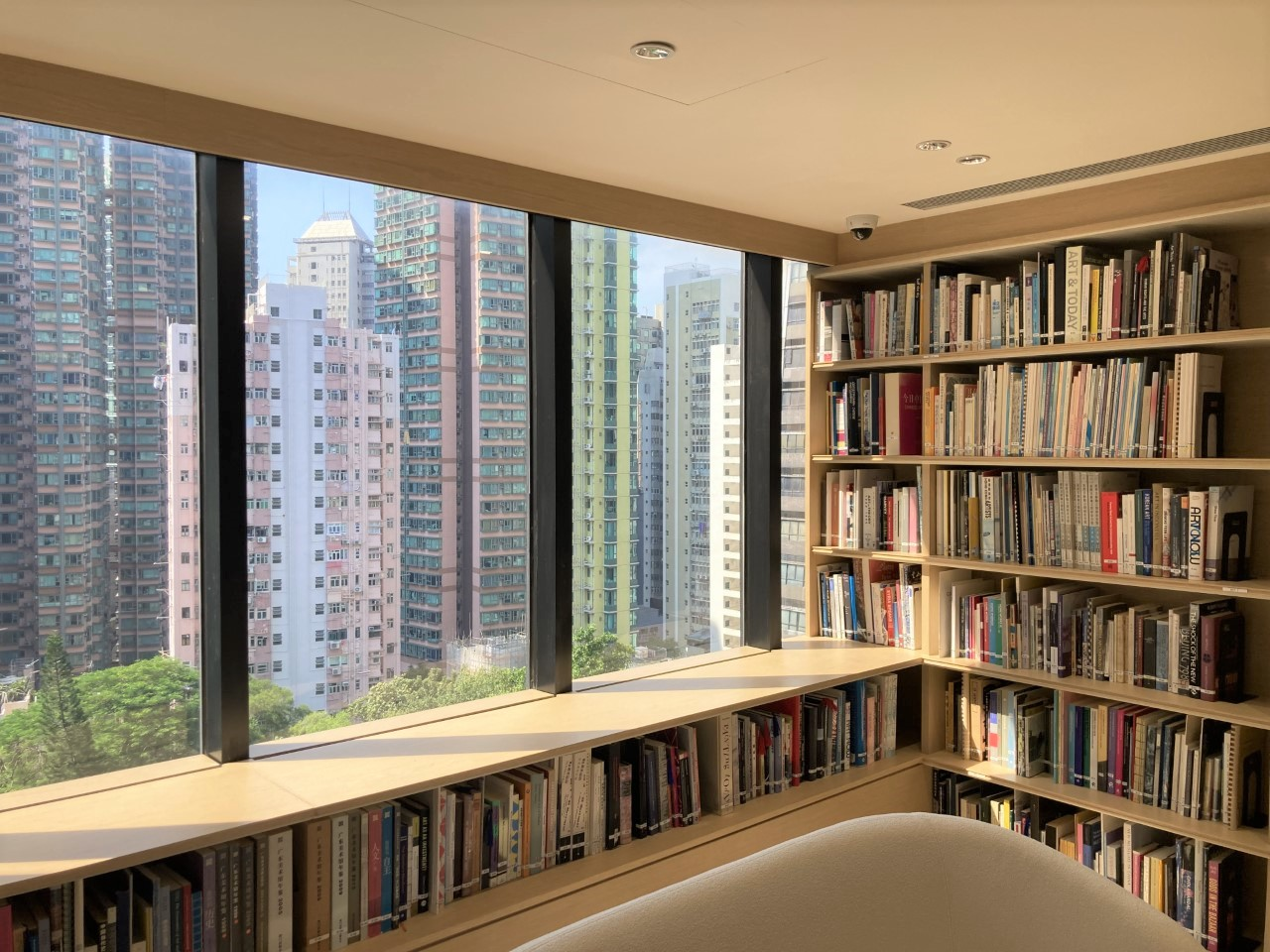
亞洲藝術文獻庫圖書館

亞洲藝術文獻庫（英語：Asia Art Archive），成立於2000年，是香港一個藝術參考圖書館，主要收藏及保存亞洲當代藝術，免費提供公眾參考，協助研究和評論當代藝術發展；是一個非牟利註冊慈善機構，接受政府、商業機構及個別人士資助及贊助，亦透過每年舉行籌款晚宴，由藝術家及畫廊捐贈作品拍賣籌募營運經費。除了收集文獻，亞洲藝術文獻庫並定期舉辦公眾及教育活動、藝術家駐場計劃、學術研討會等。文獻庫於2017年推出線上出版物《藝文》。
圖書館設於上環荷李活道荷李活商業中心11樓。

## 起源
創辦人徐文玠2000年在倫敦大学亚非学院修讀藝術歷史碩士時，發現亞洲沒有向公共開放的藝術文獻庫。在這方面遠遠落後於歐美，回港後在繼父夏佳理及漢雅軒創辦人張頌仁協助下，著手籌劃創辦亞洲藝術文獻庫，並獲得龔如心免費借出上環一個約2500平方呎單位作為辦公室，及獲摩根士丹利前董事總經理韋仕華（John Wadsworth）出資再版《China's New Art, Post-89》一書藉此向藝術界募捐。
於2021年，何恩懷接任亞洲藝術文獻庫行政總監，而由文獻庫成立以來一直擔任行政總監的聯合創辦人徐文玠則出任董事會聯合主席。
亞洲藝術文獻庫圖書館於2007年遷往上環荷李活道荷李活商業中心現址，並於2022年翻新及擴充。

## 館藏[8]
截至2022年，亞洲藝術文獻庫收藏了逾 120,000 項實體及數碼藝術歷史資料。這些資料分為研究館藏及圖書館館藏，透過主動研究及蒐集或接收捐贈所得，當中包括書籍著作、展覽圖錄、印刷品、照片錄像，手稿書信等文獻資料。文獻庫並訂立重點議題 ，如藝術書寫、教學、行為藝術、女性藝術工作者等，反映機構的收藏方針及研究策略。文獻庫的研究館藏包括未來的材料：記錄1980-1990年的中國當代藝術、夏碧泉檔案、 Geeta Kapur與Vivan Sundaram檔案、香港藝術史研究項目等。

## 董事局成員
包括夏佳理太平紳士、鄧永鏘爵士、查燿中、香港藝術中心前任展覽總監何慶基、漢雅軒創辦人張頌仁、摩根士丹利添惠亞洲有限公司榮譽主席韋仕華、溢達集團品牌及分銷部董事總經理潘楚頴等。

## 贊助人[11]
- 香港藝術發展局
- 華懋集團

## 活動
機構自2018年起會定期與M+博物館合辦跟藝術主題有關的維基百科編輯馬拉松，活動中新增或編輯之條目包括展覽歷史、藝術與女權主義（Art+Feminism）等。近期活動包括文獻庫圖書館翻新後的開幕展覽《群策群學》。 

## 外部連結
- 亞洲藝術文獻庫